# Gossypium sturtianum
Gossypium sturtianum là một loài thực vật có hoa trong họ Cẩm quỳ. Loài này được (R.Br.) J.H.Willis mô tả khoa học đầu tiên năm 1947.